# Ben Halloran
Benjamin „Ben“ Halloran (* 14. Juni 1992 in Cairns) ist ein australischer Fußballspieler.

## Karriere

### Vereine
Halloran wurde in Cairns geboren und wuchs in Brisbane auf. In seiner Jugend spielte er für die Brisbane Wolves und in der in Brisbane beheimateten Queensland Academy of Sport. 2009 wechselte er zu Gold Coast United, mit deren Nachwuchsmannschaft er die National Youth League gewann. Sein Debüt für die erste Mannschaft gab Halloran im August 2010 beim A-League-Spiel gegen Melbourne Victory. In der gesamten Saison erzielte er in 26 Spielen vier Tore. Als Gold Coast United im Jahr 2012 aufgelöst wurde, wechselte Halloran zum australischen Meister Brisbane Roar, bei dem er einen Vertrag über drei Jahre unterschrieb. In 27 Spielen für Brisbane erzielte er vier Tore.
Im Mai 2013 unterschrieb Halloran beim deutschen Zweitligisten Fortuna Düsseldorf einen Vertrag bis 2016. Am 7. Oktober 2013 bestritt er mit Düsseldorf sein erstes Zweitligaspiel gegen die SpVgg Greuther Fürth. Insgesamt kam Halloran in der Hinrunde der Saison 2013/14 nur zu drei Einsätzen in der ersten Mannschaft und wurde stattdessen häufiger im Regionalligateam von Fortuna Düsseldorf eingesetzt. In der Rückrunde wurde er zum Stammspieler und erzielte am 10. Februar 2014 beim 1:1 gegen den TSV 1860 München sein erstes Tor für die Düsseldorfer. In den letzten sechs Spielen der Saison markierte er fünf weitere Treffer.
Zum Ende der Saison 2014/15 verließ Halloran Fortuna Düsseldorf und wechselte zum 1. FC Heidenheim. Er unterschrieb einen Dreijahresvertrag.
In der Winterpause 2017/18 wechselte er weiter zum japanischen Erstligisten V-Varen Nagasaki.
Nach einem halben Jahr in Japan wechselte Halloran zurück in seine Heimat nach Australien, zu Adelaide United, wohin er auch nach einem kurzen Abstecher nach Südkorea zum FC Seoul im Jahr 2022 wieder zurückkehrte. Vor der Saison 2024/25 wechselte Hollaran zum Ligakonkurrenten Brisbane Roar.

### Nationalmannschaft
Halloran gewann 2010 die AFF U-19 Youth Championship der südostasiatischen Fußballvereinigung. Für die australische U-20-Nationalmannschaft absolvierte er in den Jahren 2010 und 2011 sechs Spiele.
Im November 2012 wurde Halloran von Holger Osieck in den Kader der A-Nationalmannschaft Australiens für die anstehenden Qualifikationsspiele zur Fußball-Ostasienmeisterschaft 2013 berufen, blieb jedoch ohne Einsatz. Am 25. Mai 2014 kam er bei einem Testspiel gegen Südafrika im Rahmen der WM-Vorbereitung zu seinem Debüt in der A-Nationalmannschaft. Bei der Fußball-Weltmeisterschaft 2014 wurde er in allen drei Vorrundenspielen der Australier als Einwechselspieler eingesetzt und schied mit der Mannschaft nach der Gruppenphase aus dem Turnier aus.